# Станіславув (Нижньосілезьке воєводство)
Станіславув (пол. Stanisławów, нім. Willmannsdorf) — село в Польщі, у гміні Менцинка Яворського повіту Нижньосілезького воєводства.
Населення — 136 осіб (2011).
У 1975-1998 роках село належало до Легницького воєводства.

## Демографія
Демографічна структура станом на 31 березня 2011 року:
|          | Загалом | Допрацездатний вік | Працездатний вік | Постпрацездатний вік |
| -------- | ------- | ------------------ | ---------------- | -------------------- |
| Чоловіки | 67      | 13                 | 50               | 4                    |
| Жінки    | 69      | 12                 | 38               | 19                   |
| Разом    | 136     | 25                 | 88               | 23                   |